# SummerSlam (2006)
SummerSlam 2006 a fost cea de-a nouăsprezecea ediție a pay-per-view-ului anual SummerSlam organizat de World Wrestling Entertainment. Evenimentul a avut loc pe 20 august 2006 și a fost găzduit de TD Banknorth Garden în Boston, Massachusetts. Sloganul oficial a fost "The Enemy" de la Godsmack.

## Rezultate
- Dark Match: Carlito l-a învins pe Rob Conway (4:20)
- Chavo Guerrero l-a învins pe Rey Mysterio (10:59)
  - Chavo l-a numărat pe Mysterio după ce Vickie Guerrero l-a împins în mod accidental din colțul ringului iar Chavo i-a aplicat un "Frog Splash".
- Big Show l-a învins pe Sabu într-un Extreme Rules Match păstrându-și titlul ECW Championship (8:30)
  - Big Show l-a numărat pe Sabu după un "Chokeslam" pe o masă.
- Hulk Hogan l-a învins Randy Orton (10:56)
  - Hogan l-a numărat pe Orton după un "Leg Drop".
- Ric Flair l-a învins pe Mick Foley într-un "I quit match" (12:47)
  - Foley a oprit meciul atunci când Flair a amenințat că o va lovi pe Melina cu o bâtă cu sârmă ghimpată
- Batista l-a învins pe campionul mondial al greilor King Booker (însoțit de Queen Sharmell) (10:30)
  - Booker a fost descalificat după ce Sharmell s-a urcat pe spatele lui Batista.
- D-Generation X (Triple H & Shawn Michaels) i-au învins pe The McMahons (Vince McMahon & Shane McMahon) (13:02)
  - Triple H l-a numărat pe Vince după un "Sweet Chin Music" a lui Michaels și un "Pedigree".
- Edge (însoțit de Lita) l-a învins pe John Cena păstrându-și titlul WWE Championship (15:41)
  - Edge l-a numărat pe Cena după ce l-a lovit în cap cu un obiect atunci când arbitrul era cu spatele.
  - Dacă Edge pierdea prin descalificare, pierdea centura.